# Stenolophus dissimilis
Stenolophus dissimilis es una especie de escarabajo de tierra del género Stenolophus, tribu Harpalini, subfamilia Harpalinae. Fue descrita científicamente por Dejean en 1829.
La especie se mantiene activa durante todos los meses del año.

## Distribución
Se distribuye por México y Estados Unidos.